# Kasseler Romantikerhaus
Das Kasseler Romantikerhaus war ein Treffpunkt der Frühromantik in Kassel (Hessen). Dieser frühromantische Treffpunkt gilt in der Literaturgeschichte als erster Ort des Zusammentreffens von Romantikern.

## Geschichte
1799 wurde das frühklassizistische Kasseler Romantikerhaus von Simon Louis du Ry für seinen Schwager, einem Rat am Kurhessischen Oberappellationsgericht, errichtet.
Das Gebäude und der zur Anlage gehörende Fürstengarten (heute Teil des Kasseler Weinbergs) war Treffpunkt des Kasseler Romantikerkreises um die Brüder Grimm, die sich oftmals zur Zeit Jérôme Bonapartes trafen.
Das Gebäude ging anschließend in das Eigentum des aus Frankfurt am Main stammenden Bankiers Karl Jordis über. Der Bankier finanzierte das Königreich Westphalen Jérôme  Bonapartes durch gewagte Spekulationen und Anleihehandel. Er war verheiratet mit Ludovica Brentano, Tochter einer bekannten Frankfurter Familie italienischer Herkunft. Sie war die Schwester von Bettina Brentano, die durch ihre Erinnerungen an Johann Wolfgang von Goethe ein Standardwerk des 19. Jahrhunderts schrieb.
Ihr Bruder Clemens Brentano kündigte im Kasseler Romantikerhaus den zweiten Band von Des Knaben Wunderhorn an. Diese Sammlung alter Volkslieder und Gedichte von Clemens Brentano und Achim von Arnim leitete die literarische Epoche der Romantik ein.
Die Brüder Grimm erhielten im Kasseler Romantikerhaus wichtige Anregungen für ihre Märchensammlungen.

## Der Romantikerkreis
Zu dem Kasseler Romantikerkreis gehörten neben den Brüdern Grimm der Begründer der Kunstgeschichte Herman Grimm, der Baumeister Johann Christian Ruhl, der Kasseler Bildhauer Johann Werner Henschel, der Schriftsteller Ernst von der Malsburg. Oft pendelte man zum Schloss Schönfeld, das ebenfalls Eigentum des Bankiers Jordis war, um sich dort zu versammeln. 1808 wurde zunächst Schloss Schönfeld an Jérôme verkauft und kurz darauf veräußerte Karl Jordis sein Gebäude am heutigen Brüder Grimm Platz.
1910 wich das Gebäude dem Neubau des hessischen Landesmuseums in Kassel.